# Серболужицкий лингвистический атлас
Серболужицкий лингвистический атлас, другой вариант названия — Атлас сербо-лужицкого языка (АСЛЯ) (в.-луж. Serbski rěčny atlas (SRA); н.-луж. Serbski rěčny atlas (SRA); нем. Sorbischer Sprachatlas (SSA)) — один из важнейших научных трудов сорабистики по лужицкой диалектологии. Важный источник исторического развития диалектов верхнелужицкого и нижнелужицкого языков и их современного положения. Представленный в словаре диалектологический материал с научными комментариями иллюстрируют лингвистическо-географические карты, которые отражают фонетическую, морфологическую, синтаксическую и лексическую дифференциацию серболужицких диалектов.
Целью работы над словарём стала научная работа по представлению лужицких языков в качестве моста, «связывающего, с одной стороны, чешско-словацкую, а с другой стороны — польско-лехитскую ветвь западнославянского».
Работа над словарём началась в 1960 году Институтом серболужицкого народонаселения. Был создан специальный вопросник, содержащий около 2800 вопросов по фонетике, морфологии и лексике. В 1960 году была совершена первая экспедиция из учёных-диалектологов из СССР, ПНР и ЧССР, которая исследовала 21 населённых пунктов Верхней и Нижней Лужицы. В целом до весны 1966 года было исследовано 138 информационных точек (населённых пунктов).
Картотека собранного материала полевых экспедиций на 1968 год состояла примерно из 350 тысяч карточек, каждая из которых имела два экземпляра (в общем около 700 тысяч карточек). При этом на первом экземпляре находились ответы на вопросы, заданные в вопроснике и на втором экземпляре — населённые пункты, где проводились диалектологические исследования. Над этим материалом в последующем работали лужицкие филологи, сотрудники Серболужицкого института Гельмут Фаска, Гельмут Енч и Фридо Михалк.
Атлас состоит из 15 томов, первый из которых вышел в 1965 году и последний — в 1996 году. Словарь печатался в издательстве «Домовина» в Будишине. В первых десяти томах показана диалектологическая лексика. В этих первых десяти томах показаны 1200 карт географического распространения слов. Одиннадцатый и двенадцатый том посвящены морфологии диалектов (т. 11 — грамматические категории и парадигмы имени существительного и т. 12 — грамматические формы и парадигмы имён прилагательного, местоимения и глаголов). Тринадцатый том посвящён фонологии, четырнадцатый — исторической фонологии и пятнадцатый том показывает синтаксис серболужицких диалектов.
Классификация томов:
- 1965 — Feldwirtschaftliche Terminologie (1 том), Budyšin
- 1968 — Viehwirtschaftliche Terminologie (2 том), Budyšin
- 1970 — Floristische und Faunistische Terminologie (3. том), Budyšin
- 1972 — Terminologie des ländlichen Gewerbes (4 том), Budyšin
- 1976 — Terminologie der Sachgebiete Küche und Garten (5 том), Budyšin
- 1978 — Terminologie der Sachgebiete Körper und Kleidung (6 том), Budyšin
- 1980 — Terminologie der Sachgebiete Hygiene, Krankheit und menschliche Eigenschaften (7 том), Budyšin
- 1982 — Terminologie der Sachgebiete Verwandschaft, Berufe und Gesellschaft (8 том), Budyšin
- 1984 — Terminologie der Sachgebiete Natur, Zeit, Glaube und Brauchtum (9 том), Budyšin
- 1986 — Terminologie der Sachgebiete Haus und Hof sowie Verschiedenes (10 том), Budyšin
- 1975 — Morphologie. Die grammatischen Kategorien — Paradigmatik des Substantivs (11 том), Budyšin
- 1988 — Morphologie. Die Flexion der Adjektive, Pronomen und Verben (12 том), Budyšin
- 1990 — Synchronische Phonologie (13 том), Budyšin
- 1993 — Historische Phonologie (14 том), Budyšin
- 1996 — Syntax (15 том), Budyšin